# Sieroszewo
Sieroszewo – wieś w Polsce położona w województwie kujawsko-pomorskim, w powiecie włocławskim, w gminie Boniewo.
| SIMC    | Nazwa    | Rodzaj    |
| ------- | -------- | --------- |
| 1032462 | Małgosin | część wsi |

Od 1 stycznia 2023 dotychczasowa część wsi Sieroszewo o nazwie Paruszewice, posiadająca SIMC 0858993, uzyskała status wsi.
W latach 1975–1998 miejscowość administracyjnie należała do województwa włocławskiego. Według Narodowego Spisu Powszechnego (III 2011 r.) liczyła 91 mieszkańców. Jest osiemnastą co do wielkości miejscowością gminy Boniewo.